# Date el bote
Date el bote fue un programa concurso de televisión emitido en el País Vasco (España) en ETB2 entre 2001 y 2009, y esporádicamente en otras cadenas autonómicas de la FORTA, como Telemadrid o Canal Sur. En la versión original de la televisión vasca fue presentado primero por Jorge Fernández, siendo sustituido después por Carlos Sobera. Desapareció en diciembre de 2009 debido a las bajas audiencias que registraba, ya que se emitía en la franja de mediodía.
El nombre internacional del formato es Hit It or Beat It ("Iguálalo o súperalo").

## Mecánica
El programa consistía en la habitual lucha de hombres contra mujeres. Durante una semana entera, cinco chicos y cinco chicas competía por hacerse con el premio que había al final del programa, que tenía varias fases:

### Duelos Cara a Cara
Durante un minuto una chica y un chico de cada equipo eran sometidos a varias preguntas de forma alternativa. Cada acierto sumaba 30 € para el equipo. La prueba terminaba cuando habían participado las cinco parejas de contrincantes.

### Ronda Rápida
Durante dos minutos ambos equipos respondían las preguntas por turno de cada componente del equipo. Cada acierto sumaba también 30 € para el equipo. El equipo que menos euros tuviese era eliminado. Si existía empate, se hacía otra ronda rápida. El equipo eliminado era despedido al grito de ¡Date el bote!.

### Rondas de eliminación
Durante tres fases, el equipo que permanece tiene que ir eliminando a sus miembros entre sí, respondiendo a preguntas con tres opciones, que también valían 30 €. Al final de cada tira de preguntas, se votaba para expulsar a un contrincante. Si existía empate entre dos o más candidatos, el equipo eliminado decidía quien se iba a la calle. La cosa continúa hasta que quedan sólo dos concursantes, que serán los que afronten la penúltima ronda.

### El escalado
Los dos miembros restantes del equipo se enfrentaban cara a cara con cinco preguntas alternativamente, siendo gradualmente incrementado el premio a cada pregunta, desde 30 € la primera hasta 150 la quinta y  180 la última. El concursante que lograra más cantidad era quien jugaba la final.

### La Final
El concursante superviviente debería enfrentarse a preguntas con el equipo eliminado en la Ronda Rápida. Dependiendo del día, el concursante podía llevarse el bote del programa o el acumulado de varios días el viernes, ya que repetían durante toda una semana entera; mientras el equipo entero podía impedirlo o repartirse el acumulado el viernes. Quien lograra cinco aciertos antes, ganaba el programa. 